# María Piast de Polonia
María Piast de Polonia (en húngaro: Piast Mária) (1295 - 1318) Noble de Silesia y Reina Consorte de Hungría, segunda esposa del rey Carlos Roberto de Hungría.

## Biografía
El padre de María era Casimiro II, Duque de Beuten (Bytom) y Kosel (Kożel), hijo del Duque de Opole Vladislao I y Eufemia Piast.
Se conoce el nombre de dos de los hermanos de la reina consorte húngara, los cuales la siguieron al Reino de Hungría cuando fue tomada como esposa por Carlos Roberto en 1306. Uno de ellos era Boleslao Piast (1280 – 1328), futuro arzobispo de Esztergom, y Miesco Piast, el obispo de Veszprém y posteriormente de Nitra. 
El matrimonio de María Piast y Carlos Roberto (según algunas fuentes) nacieron dos hijas, sin embargo según otras fuentes no hay nada registrado sobre ellas. La única información factible sobre una de ellas es que haya sido la hija de Carlos Roberto, Catalina (1315 –1355), quien se casó con el Duque Enrique II de Schweidnitz (Świdnica).
María Piast murió en 1318, dejando nuevamente viudo al rey húngaro, quien en ese mismo año tomó una tercera esposa, Beatriz de Luxemburgo.
| Predecesor: María Rurik | Reina consorte de Hungría 1311-1318 | Sucesor: Beatriz de Luxemburgo |